# Trasmonte (Friol)
Trasmonte (llamada oficialmente Santiago de Trasmonte) es una parroquia española del municipio de Friol, en la provincia de Lugo, Galicia.

## Organización territorial
La parroquia está formada por quince entidades de población, constando siete de ellas en el nomenclátor del Instituto Nacional de Estadística español:

### Entidades de población
Entidades de población que forman parte de la parroquia:
- Bouzaboa (A Bouzaboa)
- Bouzaboa de Abaixo (A Bouzaboa de Abaixo)
- Calle (A Calle)
- Curral (O Curral)
- Devesa (A Devesa)
- Fontao (O Fontao)
- Muraza (A Muraza)
- Pena (A Pena)
- Ramada (A Ramada)
- Rocha (A Rocha)
- Vilariño
- Vilarmende

### Despoblados
Despoblados que forman parte de la parroquia:
- Estanque (O Estanque)
- Mosqueiros (Os Mosqueiros)
- Pazo (O Pazo)

## Demografía
| Gráfica de evolución demográfica de Trasmonte entre 2000 y 2019 |
|                                                                 |
| Datos según el nomenclátor publicado por el INE.                |